# Pinky Groove
Pinky Groove (ピンキーグルーヴ)は、 山形を拠点に活動する5人組アイドルグループである。

## 構成員
■片桐 真実 (かたぎり まみ) 1998年9月12日生まれ (26歳) 
■藤田 梨那 (ふじた りな) 1998年11月28日生まれ (26歳) 
■東海林 知佳 (しょうじ ちか) 1995年10月4日生まれ (29歳) 
■相沢 遥香 (あいざわはるか) 1998年8月25日生まれ (26歳) 
■工藤 瑠佳 (くどう るか) 1999年5月31日生まれ (25歳) 

## 略歴
- 2015年9月27日、なせばなる秋祭り(米沢市)にてデビュー

元々は山形アイドルプロジェクトからつくられたグループだが ダンススタジオエクストピアへ移籍し、エンタメクラスの生徒として活動している。
- 2016年9月25日、なせばなる秋祭り(米沢市)を以って 相沢遥香が卒業。
- 2016年12月31日、メンバー片桐真実がラジオパーソナリティを務める「M3」を以って 藤田梨那 が卒業。
- 2018年9月23日、なせばなる秋祭りにて活動休止。

## 作品
- 1stシングル  break me out [7]
- 2ndシングル dream map [7]